# 度角尺度干涉儀
度角尺度干涉儀 (Degree Angular Scale Interferometer，DASI)是位於南極的一座天文望遠鏡。這個干涉儀擁有13個透鏡波紋喇叭（lensed corrugated horn），操作頻率在26 and 36 GHz之間共分為十個頻帶。這儀器的設計與宇宙背景成像儀（Cosmic Background Imager）與極小陣列類似。2002年，DASI團隊首先宣佈發現宇宙微波背景的偏振各向異性。

## 外部連結
- DASI homepage
- Nature article on the CMB polarization discovery

90°00′S 139°16′W / 90.000°S 139.267°W